# 시바타역 (아이치현)
시바타역(일본어: 柴田駅)은 일본 아이치현 나고야시 미나미구에 위치한 나고야 철도 도코나메선의 철도역이다. 역 번호는 TA 05이며, 상대식 승강장 2면 2선의 구조를 갖춘 고가역이다.

## 타는 곳
| 1 | ■ 도코나메 선 | 하행 | 도코나메 · 주부코쿠사이쿠코 · 지타한다 방면 |
| 2 | ■ 도코나메 선 | 상행 | 진구마에 · 나고야 방면                      |

## 이용 현황
- 2013년 기준 : 4,434

## 역 주변
- 국도 제247호선
- 다이도 병원

## 인접 역
| 나고야 철도 도코나메선       | 나고야 철도 도코나메선 | 나고야 철도 도코나메선       |
| ---------------------------- | ---------------------- | ---------------------------- |
| TA 04 다이도초 진구마에 방면 | ■ 준특급               | 슈라쿠엔 TA 07 도코나메 방면 |
| TA 03 오에 진구마에 방면     | ■ 보통                 | 나와 TA 06 도코나메 방면     |